# ライダーコミック
『ライダーコミック』とは、辰巳出版がかつて発行していた、オートバイを中心に扱った雑誌である。1986年5月（6月号）創刊。

## 概要

### 創刊・路線変更
当初は漫画雑誌として創刊され、ヤンキーと暴走族を中心とした漫画が多く掲載されていた。その後、創刊時からの連載漫画を3本に絞り、暴走族を中心記事とした内容に路線変更し、増刊号では暴走族を取り扱ったものもあった。
1992年頃から一般的な大型・普通二輪車・50ccオートバイのカスタムを中心に徐々に健全な方向へと路線変更していくものの、まだまだ暴走族のような改造を施されたオートバイの記事や投稿がされることもあり、ミリオン出版の『ティーンズロード』や笠倉出版社の『チャンプロード』などの暴走族を取り上げた競合誌とも読者層がある程度重なっていたと推測される。
1993年頃にはメインの記事から暴走族の要素がほぼ無くなり、かわりに50ccオートバイのカスタム記事が中心に変化。オートバイの改造やメンテナンスを中心に、記事と写真とイラスト、いくつかの連載漫画で構成されていた。内容としては、基本的な整備の知識からオートバイのメカニカル知識、乗り方のテクニック、レストア、工具やカスタムパーツのレビュー、性能の比較、各種テスト、個人売買、免許の取得方法、車両登録の方法などが紹介され、読者もしくはスタッフによる大掛かりな改造や少々無茶な実験や企画などが人気であった。
誌面で取り上げられる車種としては、2サイクル50ccスクーターや2サイクル50ccスポーツバイク、または4サイクル50ccミニバイクの代表格であるホンダ・モンキーなどが主流であった。編集部スタッフの創意工夫で実地レポートを行っていたため、作業が少々雑な時があったり、内容が間違っている事もまれにあった。

### 誌名変更・休刊
1995年10月号（通巻114号）を以て『ライダーコミック』としての刊行は終了し、同年11月号より『RT（ライダーチューニング）』と誌名が変更された。活版ページと漫画を排除し、それまでの連載漫画や連載記事は全て打ち切りとなり、読者の投稿コーナーも廃止された。大型・普通二輪車のカラーページと記事を中心として内容をほぼ一新したものの、雑誌そのもののページ数が減り、広告が占める割合も増え、全体的なオートバイに関する記事内容も過去に比べてさらに健全で薄いものになった。このリニューアルはそれまでの読者にも新しい読者にも受け入れられず、1年ほどで予告無しの突然の休刊となった。

### G-ワークスバイクとしての復活
かつてのライダーコミックの一部のスタッフが関わっている、三栄書房より刊行されている旧車を取り扱った雑誌『G-ワークス』のバイク版の増刊として2015年9月より不定期刊行ではあるものの、2022年4月の時点で26号まで刊行されている。内容としては現在のG-ワークスの雑誌のレイアウトのスタイルであり主に中型～大型二輪車の情報が多いが、バイク漫画を1つ連載しており、かつての『いとしのモンキー』で使われた車体の再レストア企画や、ライダーコミック時代の漫画の人気キャラクターであったBIG-HONおズさんの再登場など、ライダーコミックの血統を受け継いでいる。また、いとしのモンキーの作画担当であった漫画家の石神ただしへの現在の連絡先を誌面で呼び掛けている。

### 備考
路線変更前の暴走族の記事が多かった頃は、編集部直通の読者用電話ホットラインもあり、雑誌全体の構成が競合誌の『チャンプロード』の1990年代後半から休刊に至るまでの傾向とよく似ていた。読者投稿コーナーもいわゆる不良少年少女の話題が多く、悩み相談、文通相手募集、ポエム、イラストハガキなどで構成されていた。
同時期に、短命ではあったが『投稿ライダー』という暴走族を扱っていた雑誌があり、表紙のロゴなども雰囲気がよく似ているが、同誌の出版元は竹書房であり『ライダーコミック』とは全くの無関係である。あまりにもロゴの雰囲気が似ており、雑誌を間違って投稿する者が多かったようで編集スタッフがたまにボヤき半分でネタにしていた。
国立国会図書館に蔵書されておらず、また辰巳出版にもバックナンバーは保管されていないため、現在では読むのは難しい。また連載された漫画は初期作品の一部を除きほとんどが単行本化されていない。
ライダーコミックの雑誌コードを利用した増刊誌扱いとして、青年漫画誌『コミックジャスティス』が1992年頃に辰巳出版のグループ会社である富士美出版から発刊されていた。こちらはバイク関係の漫画は少なかった。主な連載は『影男』（高橋葉介）、『問題ないね!?ヒデユキくん』（滝沢ひろゆき、現：ちば・ぢろう）、『アクアリウム』（須藤真澄）など。

## 主な連載漫画作品
- みなごろし組（暁伴緒/原作：磯田健生）
- ときどきフラッパー（ほしのちあき/原作：那須一生）
- OH!バトルロード（谷梅之介）
- ばっくれシックスティーン（雪村将）
- 風いろいろ（小道迷子）
- パステル★ナイト（はだみちとし）
- 製作物語いとしのモンキー（石神ただし/原作：NUMA）
- 俺は改造魔!（初期担当者：高畠かづを）（後期担当者：西村広光） - 読者からの改造レポートを漫画化。
- すぐできるRCチューン（西村広光）
- ごきげん!チューンBOY（鈴木ヒロユキ）
- ゼロハンストーム（鈴木ヒロユキ）
- 原チャリパラダイス（平タカシマ）
- しぶといバイクメンテナンス/マジ・チューン/NEWマジ・チューン/危ないオヤジのスクーターチューン（平タカシマ）
- スクーター・スーパーチューニング（MADE IN BIG HON本舗）
- エンジョイ!スクーターチューン（魔煮悪造）
- デリ★ハン デリバリーハンター（高畠かづを）
- クレイジー・トレイン（えのあきら）
- ばっくれ!マイウエイ（石川勉）
- かっ飛びロック（朝倉ゆずる/原作：築島進）
- 爆走!紅伝説（朝倉ゆずる/原作：築島進）
- ジグ★ザグ（樹本ふみきよ）
- ローリング・ハイスクール（樹本ふみきよ）

※「鈴木ヒロユキ」・「平タカシマ」・「魔煮悪造」・「MADE IN BIG HON本舗」は同一作者の別ペンネームである。

## 記事イラスト・単発作品
- MADE IN BIG HON本舗
- Soda-PoP IWASAKI
- TOCHIBORI
- はだみちとし